# The Anatomy of Timo Räisänen
The Anatomy of Timo Räisänen är den svenske indierockartisten Timo Räisänens femte studioalbum, utgivet 2010 på Razzia Records.

## Låtlista
1. "Cocaine" - 2:53
2. "Numbers" - 3:08
3. "Outcast" - 3:50
4. "Without You" - 3:23
5. "Hollow Heart" - 3:48
6. "Moonchild" - 4:48
7. "Bleeding" - 4:34
8. "One Day" - 3:41
9. "It's Not New" - 3:32
10. "Carrie Anne" - 3:30
11. "We're All Gonna Die" - 3:43
12. "Hip Hory" - 3:54

## Mottagande
The Anatomy of Timo Räisänen snittar på 2,8/5 på Kritiker.se, baserat på tjugofem recensioner.

## Listplaceringar
| Lista (2010) | Topplacering |
| ------------ | ------------ |
| Sverige      | 5            |

### Fotnoter
1. ↑  ”The Anatomy of Timo Räisänen”. Discogs.com. http://www.discogs.com/Timo-R%C3%A4is%C3%A4nen-Im-Indian/release/1103223. Läst 17 juni 2012.
2. ↑  ”The Anatomy of Timo Räisänen”. Kritiker.se. http://kritiker.se/skivor/timo-raisanen/the-anatomy-of-timo-raisanen/. Läst 17 juni 2012.
3. ↑  Listplacering